# خانه رباب رشالی
خانه رباب رشالی مربوط به دوره پهلوی اول است و در شیراز، خیابان قاآنی شمالی، پشت باغ ایلخانی، روبروی پلاک ۴ واقع شده و این اثر در تاریخ ۱۰ خرداد ۱۳۸۲ با شمارهٔ ثبت ۸۶۷۶ به‌عنوان یکی از آثار ملی ایران به ثبت رسیده است.